# Marcel Paulus
Pour les articles homonymes, voir Paulus.
Marcel Paulus, né le 20 juillet 1920 et mort le 19 octobre 1987, est un footballeur luxembourgeois, qui évoluait comme attaquant.

## Biographie
Avec la sélection nationale, il participe aux Jeux olympiques de 1948, inscrivant deux buts. Le Luxembourg est éliminé au premier tour de la compétition.
Il reçoit un total de 12 sélections, pour 5 buts inscrits, entre 1948 et 1953. Il porte une fois le brassard de capitaine en 1953.